# Barleria cordata
Barleria cordata är en akantusväxtart som beskrevs av Anna Amelia Obermeyer. Barleria cordata ingår i släktet Barleria och familjen akantusväxter. Inga underarter finns listade i Catalogue of Life.